# 1. česká hokejová liga 2021/2022

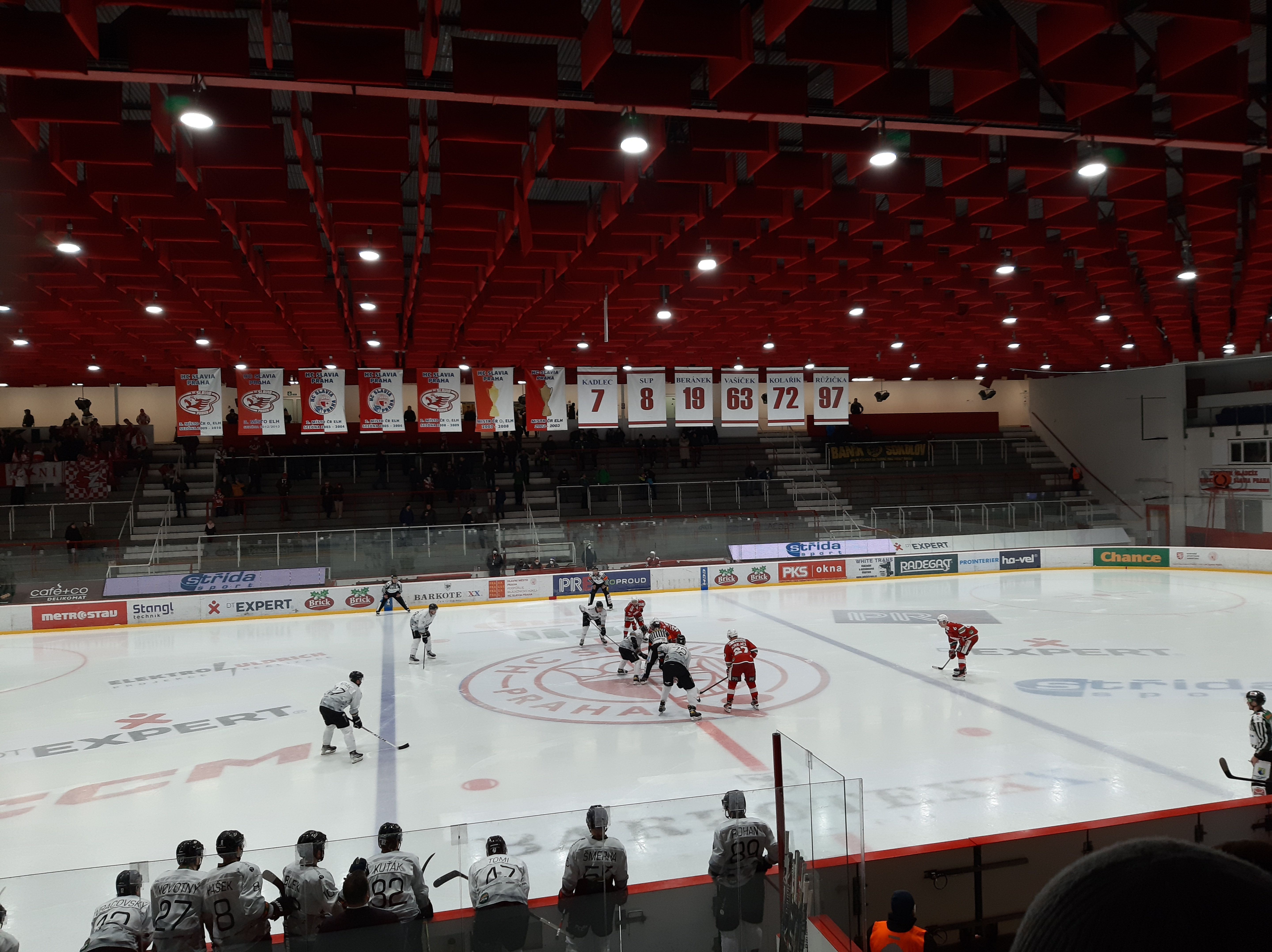
Momentka ze zápasu HC Slavia Praha – HC Baník Sokolov (2:5)

1. česká hokejová liga 2021/2022 byla 29. ročníkem v historii této soutěže. Po Extralize je druhou nejvyšší soutěží v ledním hokeji na území České republiky. Účastnilo se jí celkem 17 klubů.

## Kluby podle krajů
- Hlavní město Praha: HC Slavia Praha
- Středočeský kraj: HC Benátky nad Jizerou, SC Marimex Kolín
- Karlovarský kraj: HC Baník Sokolov
- Ústecký kraj:  HC Stadion Litoměřice, SK Trhači Kadaň, HC Slovan Ústí nad Labem
- Vysočina: SK Horácká Slavia Třebíč, HC Dukla Jihlava
- Královéhradecký kraj: HC Stadion Vrchlabí
- Olomoucký kraj: LHK Jestřábi Prostějov, HC Zubr Přerov, Draci Pars Šumperk
- Moravskoslezský kraj: AZ Heimstaden Havířov, HC Frýdek-Místek, HC RT TORAX Poruba 2011
- Zlínský kraj: VHK Robe Vsetín

## Systém soutěže
18. ledna 2021 prezident Českého hokeje Tomáš Král objasnil podobu pro ročník 2021/22, ve kterém se účastní celkem 17 týmů. Po sezóně 2021/22 dojde k redukci počtu týmů na 14. V základní části se týmy utkají třikrát každý s každým, celkem tedy 51 kol (kvůli lichému počtu účastníků každý tým odehraje 48 utkání). 

### Play off
Týmy na prvním až šestém místě po základní části postupují přímo do čtvrtfinále play off, zatímco týmy ze sedmého až desátého místa hrají předkolo play off. Předkolo se hraje na dvě vítězná utkání, čtvrtfinále na tři vítězná utkání a semifinále a finále na čtyři vítězná utkání. Vítěz finále postupuje do baráže o extraligu proti týmu na 14. místě (předposlednímu) základní části extraligy. Baráž se hraje na čtyři vítězná utkání.

### Play down a sestupy
Týmy umístěné na 15. až 17. místě po základní části přímo sestupují do 2. ligy. Týmy na 13. a 14. místě hrají sérii play down na čtyři vítězná utkání. Poražený z této série také sestupuje do 2. ligy. Vítěz série bude hrát baráž na čtyři vítězné zápasy proti vítězi 2. ligy. Tým SK Trhači Kadaň nedohrál sezónu a stal se tak prvním sestupujícím.

## Tabulka základní části
| Poř. | Tým                      | Z  | V  | VP | PP | P  | VG  | OG  | B   |
| ---- | ------------------------ | -- | -- | -- | -- | -- | --- | --- | --- |
| 1.   | HC Stadion Litoměřice    | 48 | 32 | 3  | 2  | 11 | 176 | 127 | 104 |
| 2.   | VHK ROBE Vsetín          | 48 | 30 | 2  | 3  | 13 | 176 | 112 | 97  |
| 3.   | SK Horácká Slavia Třebíč | 48 | 25 | 7  | 3  | 13 | 136 | 99  | 92  |
| 4.   | HC Dukla Jihlava         | 48 | 27 | 4  | 3  | 14 | 179 | 134 | 92  |
| 5.   | HC Zubr Přerov           | 48 | 21 | 7  | 5  | 15 | 143 | 105 | 82  |
| 6.   | HC Baník Sokolov         | 48 | 22 | 5  | 3  | 18 | 150 | 133 | 79  |
| 7.   | HC Slavia Praha          | 48 | 20 | 7  | 4  | 17 | 157 | 139 | 78  |
| 8.   | LHK Jestřábi Prostějov   | 48 | 22 | 3  | 5  | 18 | 162 | 145 | 77  |
| 9.   | SC Marimex Kolín         | 48 | 22 | 3  | 3  | 20 | 136 | 139 | 75  |
| 10.  | HC Frýdek-Místek         | 48 | 20 | 4  | 7  | 17 | 147 | 143 | 75  |
| 11.  | HC Stadion Vrchlabí      | 48 | 17 | 9  | 5  | 17 | 136 | 133 | 74  |
| 12.  | HC RT TORAX Poruba 2011  | 48 | 18 | 6  | 8  | 16 | 148 | 133 | 74  |
| 13.  | HC Slovan Ústí nad Labem | 48 | 17 | 6  | 7  | 18 | 135 | 153 | 70  |
| 14.  | DRACI PARS Šumperk       | 48 | 16 | 6  | 8  | 18 | 150 | 141 | 68  |
| 15.  | HC Benátky nad Jizerou   | 48 | 15 | 0  | 3  | 30 | 118 | 153 | 48  |
| 16.  | AZ Heimstaden Havířov    | 48 | 9  | 3  | 6  | 30 | 108 | 155 | 39  |
| 17.  | SK Trhači Kadaň          | 48 | 0  | 0  | 0  | 48 | 26  | 239 | 0   |

Dne 10. listopadu 2021 se družstvo SK Trhači Kadaň rozhodlo ze soutěže odstoupit a stalo se tak prvním sestupujícím. Po konci základní části doplnily Kadaň celky Benátek nad Jizerou a Havířova.
| Vysvětlivka                                                                    |
| ------------------------------------------------------------------------------ |
| Postup do play-off                                                             |
| Postup do předkola play-off                                                    |
| Konec sezóny pro daný tým                                                      |
| Play down, z něhož poražený sestupuje do 2. ligy a vítěz hraje baráž o udržení |
| Přímý sestup do 2. ligy                                                        |

## Hráčské statistiky základní části

### Kanadské bodování
Toto je konečné pořadí hráčů podle dosažených bodů. Za jeden vstřelený gól nebo přihrávku na gól hráč získal jeden bod.
| Poř. | Hráč              | Tým                    | Z  | G  | A  | B  | TM | +/- |
| ---- | ----------------- | ---------------------- | -- | -- | -- | -- | -- | --- |
| 1.   | Luboš Rob         | VHK ROBE Vsetín        | 44 | 25 | 30 | 55 | 18 | 39  |
| 2.   | Petr Mrázek       | LHK Jestřábi Prostějov | 45 | 25 | 25 | 50 | 18 | 7   |
| 3.   | Tomáš Vildumetz   | DRACI PARS Šumperk     | 46 | 15 | 32 | 47 | 22 | -13 |
| 4.   | Denis Kindl       | DRACI PARS Šumperk     | 42 | 14 | 33 | 47 | 22 | 0   |
| 5.   | Jan Veselý        | SC Marimex Kolín       | 43 | 26 | 20 | 46 | 70 | 5   |
| 6.   | Lukáš Žálčík      | DRACI PARS Šumperk     | 41 | 24 | 21 | 45 | 14 | 5   |
| 7.   | Tomáš Knotek      | HC Slavia Praha        | 43 | 19 | 26 | 45 | 26 | 12  |
| 8.   | Alan Lyszczarczyk | HC Frýdek-Místek       | 46 | 13 | 32 | 45 | 48 | -4  |
| 9.   | Roman Přikryl     | HC Stadion Litoměřice  | 46 | 11 | 34 | 45 | 36 | 0   |
| 10.  | Tomáš Jáchym      | LHK Jestřábi Prostějov | 46 | 12 | 32 | 44 | 30 | 16  |

### Hodnocení brankářů
Toto je konečné pořadí nejlepších deset brankářů.
| Poř. | Hráč             | Tým                      | Z  | MIN  | OG  | PZ   | PS   | POG  | Úsp%  |
| ---- | ---------------- | ------------------------ | -- | ---- | --- | ---- | ---- | ---- | ----- |
| 1.   | Lukáš Klimeš     | HC Zubr Přerov           | 17 | 1013 | 29  | 435  | 464  | 1.72 | 93.75 |
| 2.   | Jakub Málek      | VHK ROBE Vsetín          | 31 | 1847 | 60  | 824  | 884  | 1.95 | 93.21 |
| 3.   | Pavel Jekel      | SK Horácká Slavia Třebíč | 35 | 2080 | 65  | 882  | 947  | 1.88 | 93.14 |
| 4.   | Michael Petrásek | HC Zubr Přerov           | 25 | 1408 | 52  | 648  | 700  | 2.22 | 92.57 |
| 5.   | Adam Brízgala    | HC RT TORAX Poruba 2011  | 23 | 1288 | 56  | 684  | 740  | 2.61 | 92.43 |
| 6.   | Vojtěch Mokry    | DRACI PARS Šumperk       | 40 | 2374 | 103 | 1207 | 1310 | 2.60 | 92.14 |
| 7.   | Samuel Baroš     | HC Frýdek-Místek         | 25 | 1468 | 61  | 683  | 744  | 2.49 | 91.80 |
| 8.   | Tomáš Král       | HC Stadion Litoměřice    | 40 | 2411 | 104 | 1138 | 1242 | 2.59 | 91.63 |
| 9.   | Jakub Soukup     | HC Stadion Vrchlabí      | 36 | 2174 | 91  | 975  | 1066 | 2.51 | 91.46 |
| 10.  | Roman Málek      | HC Slavia Praha          | 24 | 1346 | 56  | 593  | 649  | 2.50 | 91.37 |

## Play off

### Pavouk
|  | Předkolo | Předkolo      | Předkolo   |              |   | Čtvrtfinále | Čtvrtfinále | Čtvrtfinále |   |   | Semifinále | Semifinále | Semifinále |  |   | Finále | Finále | Finále |
|  |          |               |            |              |   |             |             |             |   |   |            |            |            |  |   |        |        |        |
|  |          |               |            |              |   |             |             |             |   |   |            |            |            |  |   |        |        |        |
|  |          | 1             | Litoměřice | 1            |   |             |             |             |   |   |            |            |            |  |   |        |        |        |
|  |          |               |            | 1            |   |             |             |             |   |   |            |            |            |  |   |        |        |        |
|  |          |               | 8          | Prostějov    | 3 |             |             |             |   |   |            |            |            |  |   |        |        |        |
|  | 8        | Prostějov     | 8          | Prostějov    | 3 | 2           |             |             |   |   |            |            |            |  |   |        |        |        |
|  | 8        | Prostějov     |            |              |   | 2           |             |             |   |   |            |            |            |  |   |        |        |        |
|  | 9        | Kolín         | 1          |              |   |             |             |             |   |   |            |            |            |  |   |        |        |        |
|  | 9        | Kolín         | 1          |              |   |             |             |             |   | 2 | Vsetín     | 4          |            |  |   |        |        |        |
|  |          |               |            |              |   |             |             |             |   | 2 | Vsetín     | 4          |            |  |   |        |        |        |
|  |          | 8             | Prostějov  | 1            |   |             |             |             |   |   |            |            |            |  |   |        |        |        |
|  |          | 8             | Prostějov  | 1            |   |             |             |             |   |   |            |            |            |  |   |        |        |        |
|  |          |               |            |              |   |             |             |             |   |   |            |            |            |  |   |        |        |        |
|  |          |               |            |              |   |             |             |             |   |   |            |            |            |  |   |        |        |        |
|  |          | 2             | Vsetín     | 3            |   |             |             |             |   |   |            |            |            |  |   |        |        |        |
|  |          |               |            | 3            |   |             |             |             |   |   |            |            |            |  |   |        |        |        |
|  |          |               | 7          | Slavia Praha | 2 |             |             |             |   |   |            |            |            |  |   |        |        |        |
|  | 7        | Slavia Praha  | 7          | Slavia Praha | 2 | 2           |             |             |   |   |            |            |            |  |   |        |        |        |
|  | 7        | Slavia Praha  |            |              |   | 2           |             |             |   |   |            |            |            |  |   |        |        |        |
|  | 10       | Frýdek-Místek | 1          |              |   |             |             |             |   |   |            |            |            |  |   |        |        |        |
|  | 10       | Frýdek-Místek | 1          |              |   |             |             |             |   |   |            |            |            |  | 2 | Vsetín | 2      |        |
|  |          |               |            |              |   |             |             |             |   |   |            |            |            |  | 2 | Vsetín | 2      |        |
|  |          | 4             | Jihlava    | 4            |   |             |             |             |   |   |            |            |            |  |   |        |        |        |
|  |          | 4             | Jihlava    | 4            |   |             |             |             |   |   |            |            |            |  |   |        |        |        |
|  |          |               |            |              |   |             |             |             |   |   |            |            |            |  |   |        |        |        |
|  |          |               |            |              |   |             |             |             |   |   |            |            |            |  |   |        |        |        |
|  |          | 3             | Třebíč     | 1            |   |             |             |             |   |   |            |            |            |  |   |        |        |        |
|  |          |               |            | 1            |   |             |             |             |   |   |            |            |            |  |   |        |        |        |
|  |          |               | 6          | Sokolov      | 3 |             |             |             |   |   |            |            |            |  |   |        |        |        |
|  |          |               | 6          | Sokolov      | 3 |             |             |             |   |   |            |            |            |  |   |        |        |        |
|  |          |               |            |              |   |             |             |             |   |   |            |            |            |  |   |        |        |        |
|  |          |               |            |              |   |             |             |             |   |   |            |            |            |  |   |        |        |        |
|  |          |               |            |              |   |             | 4           | Jihlava     | 4 |   |            |            |            |  |   |        |        |        |
|  |          |               |            |              |   |             |             |             | 4 |   |            |            |            |  |   |        |        |        |
|  |          | 6             | Sokolov    | 1            |   |             |             |             |   |   |            |            |            |  |   |        |        |        |
|  |          | 6             | Sokolov    | 1            |   |             |             |             |   |   |            |            |            |  |   |        |        |        |
|  |          |               |            |              |   |             |             |             |   |   |            |            |            |  |   |        |        |        |
|  |          |               |            |              |   |             |             |             |   |   |            |            |            |  |   |        |        |        |
|  |          | 4             | Jihlava    | 3            |   |             |             |             |   |   |            |            |            |  |   |        |        |        |
|  |          |               |            | 3            |   |             |             |             |   |   |            |            |            |  |   |        |        |        |
|  |          |               | 5          | Přerov       | 2 |             |             |             |   |   |            |            |            |  |   |        |        |        |
|  |          |               | 5          | Přerov       | 2 |             |             |             |   |   |            |            |            |  |   |        |        |        |
|  |          |               |            |              |   |             |             |             |   |   |            |            |            |  |   |        |        |        |

### Předkolo

#### Slavia (7.) – Frýdek-Místek (10.)
| 5. března 2022 17:00 | HC Frýdek-Místek | 1:4 (0:2, 1:1, 0:1) | HC Slavia Praha | Hala Polárka, Frýdek-Místek Návštěvnost: 1 272 |  |

| Report                                             |                                                    |                     | |                                                                    |
| Samuel Baroš                                       | Samuel Baroš                                       | Brankáři            | Martin Michajlov | Rozhodčí: Filip Vrba Jozef Tvrdoň Čároví: Roman Zídek Ondřej Polák |
| 23:35' David Klimša (David Bartoš, Filip Komorski) | 23:35' David Klimša (David Bartoš, Filip Komorski) | 0:1 0:2 1:2 1:3 1:4 | 09:01' Lukáš Žejdl (Daniel Kružík, Patrik Machač) 19:47' Daniel Kružík (Patrik Machač, Lukáš Žejdl) 29:07' Petr Kafka (Tomáš Knotek, Daniel Krejčí) 59:20' Jiří Doležal (Michal Poletín) | Rozhodčí: Filip Vrba Jozef Tvrdoň Čároví: Roman Zídek Ondřej Polák |
| 6 min                                              | 6 min                                              | Tresty              | 8 min | Rozhodčí: Filip Vrba Jozef Tvrdoň Čároví: Roman Zídek Ondřej Polák |
| 21                                                 | 21                                                 | Střely              | 32 | Rozhodčí: Filip Vrba Jozef Tvrdoň Čároví: Roman Zídek Ondřej Polák |

| 7. března 2022 18:00 | HC Slavia Praha | 0:3 (0:1, 0:1, 0:1) | HC Frýdek-Místek | Zimní stadion Eden, Praha 10 Návštěvnost: 702 |  |

| Report           |                  |             | |                                                                            |
| Martin Michajlov | Martin Michajlov | Brankáři    | Samuel Baroš | Rozhodčí: Michal Kostourek Jakub Valenta Čároví: Pavel Blažek Henrich Kráľ |
|                  |                  | 0:1 0:2 0:3 | 14:33' Ondrej Šedivý (bez asistence) 37:56' Alan Lyszczarczyk (Ondrej Šedivý, Daniel Krenželok) 50:18' Alan Lyszczarczyk (Jakub Teper) | Rozhodčí: Michal Kostourek Jakub Valenta Čároví: Pavel Blažek Henrich Kráľ |
| 12 min           | 12 min           | Tresty      | 8 min | Rozhodčí: Michal Kostourek Jakub Valenta Čároví: Pavel Blažek Henrich Kráľ |
| 28               | 28               | Střely      | 30 | Rozhodčí: Michal Kostourek Jakub Valenta Čároví: Pavel Blažek Henrich Kráľ |

| 8. března 2022 18:00 | HC Slavia Praha | 2:1 (0:1, 0:0, 2:0) | HC Frýdek-Místek | Zimní stadion Eden, Praha 10 Návštěvnost: 511 |  |

| Report                                                                                                | |             |                                                      |                                                                              |
| Martin Michajlov                                                                                      | Martin Michajlov                                                                                      | Brankáři    | Samuel Baroš                                         | Rozhodčí: Miroslav Petružálek Lukáš Květoň Čároví: Václav Beneš Štefan Belko |
| 42:44' Jan Kern (Mikuláš Hovorka, Tomáš Knotek) 44:51' Daniel Kružík (Patrik Machač, Mikuláš Hovorka) | 42:44' Jan Kern (Mikuláš Hovorka, Tomáš Knotek) 44:51' Daniel Kružík (Patrik Machač, Mikuláš Hovorka) | 0:1 1:1 2:1 | 17:04' Bartosz Ciura (Jakub Šlahař, Dmitry Ogurtsov) | Rozhodčí: Miroslav Petružálek Lukáš Květoň Čároví: Václav Beneš Štefan Belko |
| 10 min                                                                                                | 10 min                                                                                                | Tresty      | 8 min                                                | Rozhodčí: Miroslav Petružálek Lukáš Květoň Čároví: Václav Beneš Štefan Belko |
| 38 | 38 | Střely      | 31                                                   | Rozhodčí: Miroslav Petružálek Lukáš Květoň Čároví: Václav Beneš Štefan Belko |

Konečný stav série 2:1 na zápasy pro HC Slavia Praha.

#### Prostějov (8.) – Kolín (9.)
| 5. března 2022 17:00 | SC Marimex Kolín | 1:2 (1:0, 0:1, 0:1) | LHK Jestřábi Prostějov | Zimní stadion Kolín, Kolín Návštěvnost: 1 355 |  |

| Report                                       |                                              |             | |                                                                      |
| Georgij Kuzněcov                             | Georgij Kuzněcov                             | Brankáři    | Ondřej Bláha                                                                                       | Rozhodčí: Michal Kostourek Jan Hucl Čároví: David Otáhal Jan Vašíček |
| 16:41' Matěj Pinkas (Vojtěch Síla, Ján Niko) | 16:41' Matěj Pinkas (Vojtěch Síla, Ján Niko) | 1:0 1:1 1:2 | 37:16' Tomáš Jiránek (Miloslav Jáchym, Tomáš Jáchym) 48:11' Marek Švec (Josef Zajíc, Petr Beránek) | Rozhodčí: Michal Kostourek Jan Hucl Čároví: David Otáhal Jan Vašíček |
| 40 min                                       | 40 min                                       | Tresty      | 47 min                                                                                             | Rozhodčí: Michal Kostourek Jan Hucl Čároví: David Otáhal Jan Vašíček |
| 30                                           | 30                                           | Střely      | 25                                                                                                 | Rozhodčí: Michal Kostourek Jan Hucl Čároví: David Otáhal Jan Vašíček |

| 7. března 2022 18:00 | LHK Jestřábi Prostějov | 1:5 (0:1, 0:2, 1:2) | SC Marimex Kolín | Zimní stadion Prostějov, Prostějov Návštěvnost: 1 230 |  |

| Report                                          |                                                 |                         | |                                                                     |
| Ondřej Bláha, Martin Altrichter ml.             | Ondřej Bláha, Martin Altrichter ml.             | Brankáři                | Georgij Kuzněcov | Rozhodčí: Tomáš Cabák Jan Jaroš Čároví: Roman Komínek Aleš Roischel |
| 53:41' Marek Švec (Jiří Klimíček, Petr Beránek) | 53:41' Marek Švec (Jiří Klimíček, Petr Beránek) | 0:1 0:2 0:3 0:4 1:4 1:5 | 09:47' Jan Veselý (David Šafránek, Zdeněk Čáp) 27:08' Lukáš Pajer (René Piegl, Václav Jankovský) 27:20' Jan Veselý (David Šafránek, Ján Niko) 46:28' Václav Jankovský (Zdeněk Čáp, Jan Veselý) 57:08' Ján Niko (bez asistence) | Rozhodčí: Tomáš Cabák Jan Jaroš Čároví: Roman Komínek Aleš Roischel |
| 15 min                                          | 15 min                                          | Tresty                  | 11 min | Rozhodčí: Tomáš Cabák Jan Jaroš Čároví: Roman Komínek Aleš Roischel |
| 28                                              | 28                                              | Střely                  | 29 | Rozhodčí: Tomáš Cabák Jan Jaroš Čároví: Roman Komínek Aleš Roischel |

| 8. března 2022 18:00 | LHK Jestřábi Prostějov | 2:0 (1:0, 0:0, 1:0) | SC Marimex Kolín | Zimní stadion Prostějov, Prostějov Návštěvnost: 1 147 |  |

| Report                                                               |                                                                      |          |                  |                                                                         |
| Ondřej Bláha                                                         | Ondřej Bláha                                                         | Brankáři | Georgij Kuzněcov | Rozhodčí: Robert Čech Lukáš Bejček Čároví: Petr Maštalíř Václav Hanzlík |
| 09:54' Jan Kloz (Jiří Klimíček) 59:10' Tomáš Jiránek (bez asistence) | 09:54' Jan Kloz (Jiří Klimíček) 59:10' Tomáš Jiránek (bez asistence) | 1:0 2:0  |                  | Rozhodčí: Robert Čech Lukáš Bejček Čároví: Petr Maštalíř Václav Hanzlík |
| 8 min                                                                | 8 min                                                                | Tresty   | 8 min            | Rozhodčí: Robert Čech Lukáš Bejček Čároví: Petr Maštalíř Václav Hanzlík |
| 36                                                                   | 36                                                                   | Střely   | 23               | Rozhodčí: Robert Čech Lukáš Bejček Čároví: Petr Maštalíř Václav Hanzlík |

Konečný stav série 2:1 na zápasy pro LHK Jestřábi Prostějov.

### Čtvrtfinále

#### Litoměřice (1.) – Prostějov (8.)
| 10. března 2022 17:30 | HC Stadion Litoměřice | 2:4 (0:0, 0:1, 2:3) | LHK Jestřábi Prostějov | Kalich aréna, Litoměřice Návštěvnost: 1 050 |  |

| Report                                                                                      |                                                                                             |                         | |                                                                            |
| Tomáš Král                                                                                  | Tomáš Král                                                                                  | Brankáři                | Ondřej Bláha | Rozhodčí: Radek Wagner Tomáš Zubzanda Čároví: Štefan Belko Ondřej Kokrment |
| 40:20' Riku Sihvonen (Jan Holý, Roman Přikryl) 41:03' Lukáš Válek (Jan Holý, Roman Přikryl) | 40:20' Riku Sihvonen (Jan Holý, Roman Přikryl) 41:03' Lukáš Válek (Jan Holý, Roman Přikryl) | 0:1 1:1 2:1 2:2 2:3 2:4 | 36:31' Jan Rudovský (Tomáš Jiránek) 46:00' Tomáš Jiránek (Tomáš Jáchym, Jan Rudovský) 55:02' Robin Staněk (Tomáš Jáchym) 59:59' Tomáš Jiránek (bez asistence) | Rozhodčí: Radek Wagner Tomáš Zubzanda Čároví: Štefan Belko Ondřej Kokrment |
| 6 min                                                                                       | 6 min                                                                                       | Tresty                  | 16 min | Rozhodčí: Radek Wagner Tomáš Zubzanda Čároví: Štefan Belko Ondřej Kokrment |
| 37                                                                                          | 37                                                                                          | Střely                  | 31 | Rozhodčí: Radek Wagner Tomáš Zubzanda Čároví: Štefan Belko Ondřej Kokrment |

| 11. března 2022 17:30 | HC Stadion Litoměřice | 7:3 (2:1, 2:1, 3:1) | LHK Jestřábi Prostějov | Kalich aréna, Litoměřice Návštěvnost: 1 180 |  |

| Report | |                                         | |                                                                               |
| Tomáš Král | Tomáš Král | Brankáři                                | Ondřej Bláha | Rozhodčí: Miroslav Petružálek Jakub Valenta Čároví: Milan Jindra Václav Beneš |
| 04:54' Josef Koláček (Jan Výtisk, Josef Jícha) 12:51' Martin Procházka (Jaroslav Kracík, Ondřej Procházka) 23:36' Martin Procházka (bez asistence) 33:10' Jiří Ticháček (Jaroslav Kracík) 55:13' Lukáš Válek (Roman Přikryl, Martin Kadlec) 58:29' Lukáš Válek (bez asistence) 59:17' Ondřej Procházka (Martin Procházka, Jiří Ticháček) | 04:54' Josef Koláček (Jan Výtisk, Josef Jícha) 12:51' Martin Procházka (Jaroslav Kracík, Ondřej Procházka) 23:36' Martin Procházka (bez asistence) 33:10' Jiří Ticháček (Jaroslav Kracík) 55:13' Lukáš Válek (Roman Přikryl, Martin Kadlec) 58:29' Lukáš Válek (bez asistence) 59:17' Ondřej Procházka (Martin Procházka, Jiří Ticháček) | 0:1 1:1 2:1 3:1 3:2 4:2 4:3 5:3 6:3 7:3 | 04:08' Petr Mrázek (Martin Novák, Robin Staněk) 27:25' Petr Mrázek (Jiří Klimíček, Tomáš Jáchym) 45:18' Petr Beránek (Tomáš Jáchym, Adam Havlík) | Rozhodčí: Miroslav Petružálek Jakub Valenta Čároví: Milan Jindra Václav Beneš |
| 39 min | 39 min | Tresty                                  | 12 min | Rozhodčí: Miroslav Petružálek Jakub Valenta Čároví: Milan Jindra Václav Beneš |
| 26 | 26 | Střely                                  | 32 | Rozhodčí: Miroslav Petružálek Jakub Valenta Čároví: Milan Jindra Václav Beneš |

| 14. března 2022 18:00 | LHK Jestřábi Prostějov | 6:5 (4:2, 1:2, 1:1) | HC Stadion Litoměřice | Zimní stadion Prostějov, Prostějov Návštěvnost: 1 820 |  |

| Report | |                                             | |                                                                          |
| Ondřej Bláha | Ondřej Bláha | Brankáři                                    | Tomáš Král | Rozhodčí: Jiří Ondráček Jozef Tvrdoň Čároví: Václav Hanzlík Pavel Blažek |
| 03:44' Šimon Jelínek (Marek Račuk) 17:13' Jan Rudovský (Patrik Husák, Tomáš Jiránek) 18:15' Jan Štefka (Marek Račuk, Jiří Klimíček) 18:32' Jan Kloz (Martin Novák, Patrik Husák) 31:45' Jan Kloz (Patrik Husák, Jan Rudovský) 56:50' Martin Novák (Petr Mrázek, Jiří Klimíček) | 03:44' Šimon Jelínek (Marek Račuk) 17:13' Jan Rudovský (Patrik Husák, Tomáš Jiránek) 18:15' Jan Štefka (Marek Račuk, Jiří Klimíček) 18:32' Jan Kloz (Martin Novák, Patrik Husák) 31:45' Jan Kloz (Patrik Husák, Jan Rudovský) 56:50' Martin Novák (Petr Mrázek, Jiří Klimíček) | 1:0 1:1 1:2 2:2 3:2 4:2 4:3 4:4 5:4 5:5 6:5 | 08:24' Marek Berka (Lukáš Válek, Roman Přikryl) 11:49' Josef Jícha (Jaroslav Kracík, Martin Procházka) 24:10' Tomáš Křehlík (Petr Hauser, Patrik Marcel) 27:19' Josef Jícha (bez asistence) 42:45' Lukáš Válek (Roman Přikryl, Jaroslav Kracík) | Rozhodčí: Jiří Ondráček Jozef Tvrdoň Čároví: Václav Hanzlík Pavel Blažek |
| 14 min | 14 min | Tresty                                      | 10 min | Rozhodčí: Jiří Ondráček Jozef Tvrdoň Čároví: Václav Hanzlík Pavel Blažek |
| 21 | 21 | Střely                                      | 33 | Rozhodčí: Jiří Ondráček Jozef Tvrdoň Čároví: Václav Hanzlík Pavel Blažek |

| 15. března 2022 18:00 | LHK Jestřábi Prostějov | 6:5 po prodl. (3:1, 1:3, 1:1 - 1:0) | HC Stadion Litoměřice | Zimní stadion Prostějov, Prostějov Návštěvnost: 1 934 |  |

| Report | |                                             | |                                                                   |
| Ondřej Bláha, Martin Altrichter ml. | Ondřej Bláha, Martin Altrichter ml. | Brankáři                                    | Tomáš Král | Rozhodčí: Jan Jaroš Tomáš Horák Čároví: Petr Maštalíř Roman Zídek |
| 03:59' Petr Mrázek (Jan Kloz, Adam Havlík) 08:19' Jan Štefka (Martin Novák, Marek Račuk) 13:32' Jan Kloz (Patrik Husák, Tomáš Jáchym) 27:57' Martin Novák (Jan Štefka, Marek Račuk) 51:30' Tomáš Jáchym (Adam Havlík) 72:29' Tomáš Jáchym (Jiří Klimíček, Petr Mrázek) | 03:59' Petr Mrázek (Jan Kloz, Adam Havlík) 08:19' Jan Štefka (Martin Novák, Marek Račuk) 13:32' Jan Kloz (Patrik Husák, Tomáš Jáchym) 27:57' Martin Novák (Jan Štefka, Marek Račuk) 51:30' Tomáš Jáchym (Adam Havlík) 72:29' Tomáš Jáchym (Jiří Klimíček, Petr Mrázek) | 1:0 2:0 3:0 3:1 3:2 3:3 3:4 4:4 5:4 5:5 6:5 | 17:35' Lukáš Válek (Jan Holý, Roman Přikryl) 20:43' Martin Procházka (Jaroslav Kracík, Patrik Marcel) 21:53' Lukáš Válek (bez asistence) 24:37' Petr Hauser (Lukáš Válek, Roman Přikryl) 58:45' Jaroslav Kracík (Jiří Ticháček, Patrik Marcel) | Rozhodčí: Jan Jaroš Tomáš Horák Čároví: Petr Maštalíř Roman Zídek |
| 12 min | 12 min | Tresty                                      | 14 min | Rozhodčí: Jan Jaroš Tomáš Horák Čároví: Petr Maštalíř Roman Zídek |
| 36 | 36 | Střely                                      | 44 | Rozhodčí: Jan Jaroš Tomáš Horák Čároví: Petr Maštalíř Roman Zídek |

Konečný stav série 3:1 na zápasy pro LHK Jestřábi Prostějov.

#### Vsetín (2.) – Slavia (7.)
| 10. března 2022 17:30 | VHK ROBE Vsetín | 1:2 (0:1, 1:1, 0:0) | HC Slavia Praha | Na Lapači, Vsetín Návštěvnost: 2 850 |  |

| Report                                            |                                                   |             | |                                                                   |
| Jakub Málek                                       | Jakub Málek                                       | Brankáři    | Martin Michajlov                                                                                   | Rozhodčí: Robert Čech Jan Hucl Čároví: Ondřej Polák Roman Komínek |
| 22:05' Daniel Klímek (David Březina, Roman Půček) | 22:05' Daniel Klímek (David Březina, Roman Půček) | 0:1 1:1 1:2 | 15:07' Radek Havel (Jiří Doležal, Michal Poletín) 36:15' Jiří Doležal (Michal Poletín, Tomáš Duda) | Rozhodčí: Robert Čech Jan Hucl Čároví: Ondřej Polák Roman Komínek |
| 8 min                                             | 8 min                                             | Tresty      | 29 min                                                                                             | Rozhodčí: Robert Čech Jan Hucl Čároví: Ondřej Polák Roman Komínek |
| 25                                                | 25                                                | Střely      | 26                                                                                                 | Rozhodčí: Robert Čech Jan Hucl Čároví: Ondřej Polák Roman Komínek |

| 11. března 2022 17:30 | VHK ROBE Vsetín | 2:0 (0:0, 0:0, 2:0) | HC Slavia Praha | Na Lapači, Vsetín Návštěvnost: 3 300 |  |

| Report                                                                                |                                                                                       |          |                  |                                                                        |
| Jakub Málek                                                                           | Jakub Málek                                                                           | Brankáři | Martin Michajlov | Rozhodčí: Lukáš Bejček Jozef Tvrdoň Čároví: Václav Hanzlík Jan Vašíček |
| 41:24' Adam Zeman (Matouš Venkrbec) 59:32' Adam Hořanský (Matouš Venkrbec, Vít Jonák) | 41:24' Adam Zeman (Matouš Venkrbec) 59:32' Adam Hořanský (Matouš Venkrbec, Vít Jonák) | 1:0 2:0  |                  | Rozhodčí: Lukáš Bejček Jozef Tvrdoň Čároví: Václav Hanzlík Jan Vašíček |
| 8 min                                                                                 | 8 min                                                                                 | Tresty   | 10 min           | Rozhodčí: Lukáš Bejček Jozef Tvrdoň Čároví: Václav Hanzlík Jan Vašíček |
| 29                                                                                    | 29                                                                                    | Střely   | 17               | Rozhodčí: Lukáš Bejček Jozef Tvrdoň Čároví: Václav Hanzlík Jan Vašíček |

| 14. března 2022 18:00 | HC Slavia Praha | 5:3 (1:1, 4:0, 0:2) | VHK ROBE Vsetín | Zimní stadion Eden, Praha 10 Návštěvnost: 1 566 |  |

| Report | |                                 | |                                                                         |
| Martin Michajlov | Martin Michajlov | Brankáři                        | Jakub Málek, David Gába | Rozhodčí: Michal Kostourek Luděk Pilný Čároví: Milan Jindra Milan Štofa |
| 15:02' Tomáš Knotek (Petr Kafka, Jan Kern) 26:13' Filip Vlček (Patrik Machač, Jaroslav Brož) 27:00' Jan Kern (Tomáš Knotek, Petr Kafka) 36:14' Petr Kafka (Tomáš Knotek, Michal Poletín) 37:12' Daniel Kružík (Filip Vlček, Radek Havel) | 15:02' Tomáš Knotek (Petr Kafka, Jan Kern) 26:13' Filip Vlček (Patrik Machač, Jaroslav Brož) 27:00' Jan Kern (Tomáš Knotek, Petr Kafka) 36:14' Petr Kafka (Tomáš Knotek, Michal Poletín) 37:12' Daniel Kružík (Filip Vlček, Radek Havel) | 0:1 1:1 2:1 3:1 4:1 5:1 5:2 5:3 | 03:20' Roman Půček (Radim Kucharczyk, Daniel Klímek) 49:57' Ondřej Smetana (Adam Zeman, Adam Hořanský) 57:26' Luboš Rob (Ondřej Smetana, Vít Jonák) | Rozhodčí: Michal Kostourek Luděk Pilný Čároví: Milan Jindra Milan Štofa |
| 29 min | 29 min | Tresty                          | 46 min | Rozhodčí: Michal Kostourek Luděk Pilný Čároví: Milan Jindra Milan Štofa |
| 31 | 31 | Střely                          | 34 | Rozhodčí: Michal Kostourek Luděk Pilný Čároví: Milan Jindra Milan Štofa |

| 15. března 2022 18:00 | HC Slavia Praha | 2:3 po prodl. (0:0, 1:1, 1:1 - 0:1) | VHK ROBE Vsetín | Zimní stadion Eden, Praha 10 Návštěvnost: 1 732 |  |

| Report                                                                                  |                                                                                         |                     | |                                                                                  |
| Martin Michajlov                                                                        | Martin Michajlov                                                                        | Brankáři            | Jakub Málek | Rozhodčí: Jiří Ondráček Miroslav Petružálek Čároví: Václav Beneš Ondřej Kokrment |
| 25:42' Petr Kafka (Jan Kern, Tomáš Knotek) 51:48' Jan Kern (Matyáš Zelingr, Petr Kafka) | 25:42' Petr Kafka (Jan Kern, Tomáš Knotek) 51:48' Jan Kern (Matyáš Zelingr, Petr Kafka) | 1:0 1:1 1:2 2:2 2:3 | 28:02' Jan Berger (Michal Hryciow, Adam Zeman) 44:10' Radim Kucharczyk (Tomáš Ondračka, Alexandrs Jerofejevs) 73:46' Daniel Klímek (Roman Půček) | Rozhodčí: Jiří Ondráček Miroslav Petružálek Čároví: Václav Beneš Ondřej Kokrment |
| 6 min                                                                                   | 6 min                                                                                   | Tresty              | 6 min | Rozhodčí: Jiří Ondráček Miroslav Petružálek Čároví: Václav Beneš Ondřej Kokrment |
| 28                                                                                      | 28                                                                                      | Střely              | 42 | Rozhodčí: Jiří Ondráček Miroslav Petružálek Čároví: Václav Beneš Ondřej Kokrment |

| 17. března 2022 17:30 | VHK ROBE Vsetín | 5:1 (3:0, 0:1, 2:0) | HC Slavia Praha | Na Lapači, Vsetín Návštěvnost: 4 300 |  |

| Report | |                         |                                     |                                                                       |
| Jakub Málek | Jakub Málek | Brankáři                | Martin Michajlov                    | Rozhodčí: Tomáš Cabák Jakub Šindel Čároví: Václav Beneš Roman Komínek |
| 03:47' Vít Jonák (Luboš Rob, Ondřej Smetana) 05:58' Vít Jonák (Jiří Říha, Jakub Jenáček) 07:10' Tomáš Pitule (Adam Hořanský, Alexandrs Jerofejevs) 45:00' David Vítek (Roman Vlach) 47:21' Daniel Klímek (Jiří Říha, Jakub Jenáček) | 03:47' Vít Jonák (Luboš Rob, Ondřej Smetana) 05:58' Vít Jonák (Jiří Říha, Jakub Jenáček) 07:10' Tomáš Pitule (Adam Hořanský, Alexandrs Jerofejevs) 45:00' David Vítek (Roman Vlach) 47:21' Daniel Klímek (Jiří Říha, Jakub Jenáček) | 1:0 2:0 3:0 3:1 4:1 5:1 | 37:20' Tomáš Knotek (bez asistence) | Rozhodčí: Tomáš Cabák Jakub Šindel Čároví: Václav Beneš Roman Komínek |
| 8 min | 8 min | Tresty                  | 39 min                              | Rozhodčí: Tomáš Cabák Jakub Šindel Čároví: Václav Beneš Roman Komínek |
| 41 | 41 | Střely                  | 34                                  | Rozhodčí: Tomáš Cabák Jakub Šindel Čároví: Václav Beneš Roman Komínek |

Konečný stav série 3:2 na zápasy pro VHK ROBE Vsetín.

#### Třebíč (3.) – Sokolov (6.)
| 10. března 2022 17:30 | SK Horácká Slavia Třebíč | 1:2 (0:1, 0:0, 1:1) | HC Baník Sokolov | KHNP Arena, Třebíč Návštěvnost: 1 711 |  |

| Report                                              |                                                     |             | |                                                                  |
| Pavel Jekel                                         | Pavel Jekel                                         | Brankáři    | Adam Beran                                                                                           | Rozhodčí: Tomáš Cabák Jan Jaroš Čároví: Henrich Kráľ Jakub Dědek |
| 50:58' Adam Gajarský (Jiří Hunkes, Martin Šťovíček) | 50:58' Adam Gajarský (Jiří Hunkes, Martin Šťovíček) | 0:1 1:1 1:2 | 19:59' Jaromír Kverka (Radek Jeřábek, Jakub Konečný) 51:57' Daniel Přibyl (Jaromír Kverka, Jan Pohl) | Rozhodčí: Tomáš Cabák Jan Jaroš Čároví: Henrich Kráľ Jakub Dědek |
| 4 min                                               | 4 min                                               | Tresty      | 10 min                                                                                               | Rozhodčí: Tomáš Cabák Jan Jaroš Čároví: Henrich Kráľ Jakub Dědek |
| 33                                                  | 33                                                  | Střely      | 22                                                                                                   | Rozhodčí: Tomáš Cabák Jan Jaroš Čároví: Henrich Kráľ Jakub Dědek |

| 11. března 2022 17:30 | SK Horácká Slavia Třebíč | 4:2 (2:1, 0:1, 2:0) | HC Baník Sokolov | KHNP Arena, Třebíč Návštěvnost: 1 819 |  |

| Report | |                         |                                                                                          |                                                                         |
| Pavel Jekel | Pavel Jekel | Brankáři                | Adam Beran                                                                               | Rozhodčí: Robert Čech Lukáš Květoň Čároví: Martin Kreuzer David Polonyi |
| 01:47' Adam Gajarský (David Tureček, Pavel Jekel) 12:07' Adam Gajarský (Michal Vodný, David Tureček) 40:23' Vojtěch Střondala (Michal Vodný, Daniel Poizl) 59:43' Michal Vodný (bez asistence) | 01:47' Adam Gajarský (David Tureček, Pavel Jekel) 12:07' Adam Gajarský (Michal Vodný, David Tureček) 40:23' Vojtěch Střondala (Michal Vodný, Daniel Poizl) 59:43' Michal Vodný (bez asistence) | 1:0 1:1 2:1 2:2 3:2 4:2 | 08:16' Marek Sloboda (Tomáš Jandus) 21:15' Jaromír Kverka (Ondřej Jurčík, Daniel Přibyl) | Rozhodčí: Robert Čech Lukáš Květoň Čároví: Martin Kreuzer David Polonyi |
| 8 min | 8 min | Tresty                  | 14 min                                                                                   | Rozhodčí: Robert Čech Lukáš Květoň Čároví: Martin Kreuzer David Polonyi |
| 38 | 38 | Střely                  | 31                                                                                       | Rozhodčí: Robert Čech Lukáš Květoň Čároví: Martin Kreuzer David Polonyi |

| 14. března 2022 18:00 | HC Baník Sokolov | 4:3 po prodl. (0:0, 2:2, 1:1 - 1:0) | SK Horácká Slavia Třebíč | Zimní stadion Sokolov, Sokolov Návštěvnost: 910 |  |

| Report | |                             | |                                                                                |
| Adam Beran, Oldřich Cichoň | Adam Beran, Oldřich Cichoň | Brankáři                    | Pavel Jekel | Rozhodčí: Miroslav Petružálek Tomáš Micka Čároví: Ondřej Kokrment Štefan Belko |
| 30:37' Tomáš Vracovský (Radek Jeřábek) 39:54' Ondřej Jurčík (Daniel Přibyl, Jaromír Kverka) 51:47' Vojtěch Tomi (Ondřej Jurčík, Petr Hašek) 71:04' Stanislav Vrhel (Ondřej Jurčík, Patrik Kadeřávek) | 30:37' Tomáš Vracovský (Radek Jeřábek) 39:54' Ondřej Jurčík (Daniel Přibyl, Jaromír Kverka) 51:47' Vojtěch Tomi (Ondřej Jurčík, Petr Hašek) 71:04' Stanislav Vrhel (Ondřej Jurčík, Patrik Kadeřávek) | 0:1 0:2 1:2 2:2 3:2 3:3 4:3 | 22:25' Vojtěch Střondala (Daniel Poizl, Michal Vodný) 30:12' Martin Šťovíček (Radim Ferda) 54:07' Ladislav Bittner (Vojtěch Střondala, Daniel Poizl) | Rozhodčí: Miroslav Petružálek Tomáš Micka Čároví: Ondřej Kokrment Štefan Belko |
| 8 min | 8 min | Tresty                      | 14 min | Rozhodčí: Miroslav Petružálek Tomáš Micka Čároví: Ondřej Kokrment Štefan Belko |
| 40 | 40 | Střely                      | 29 | Rozhodčí: Miroslav Petružálek Tomáš Micka Čároví: Ondřej Kokrment Štefan Belko |

| 15. března 2022 18:00 | HC Baník Sokolov | 3:0 (2:0, 0:0, 1:0) | SK Horácká Slavia Třebíč | Zimní stadion Sokolov, Sokolov Návštěvnost: 1 014 |  |

| Report | |             |             |                                                                       |
| Oldřich Cichoň | Oldřich Cichoň | Brankáři    | Pavel Jekel | Rozhodčí: Jakub Valenta Lukáš Bejček Čároví: Milan Štofa Milan Jindra |
| 02:22' Jakub Konečný (Radek Jeřábek, Tomáš Rohan) 03:59' Vítězslav Bílek (Jan Novák, Tomáš Vracovský) 57:26' Marek Sloboda (Tomáš Jandus, Tomáš Rohan) | 02:22' Jakub Konečný (Radek Jeřábek, Tomáš Rohan) 03:59' Vítězslav Bílek (Jan Novák, Tomáš Vracovský) 57:26' Marek Sloboda (Tomáš Jandus, Tomáš Rohan) | 1:0 2:0 3:0 |             | Rozhodčí: Jakub Valenta Lukáš Bejček Čároví: Milan Štofa Milan Jindra |
| 6 min | 6 min | Tresty      | 4 min       | Rozhodčí: Jakub Valenta Lukáš Bejček Čároví: Milan Štofa Milan Jindra |
| 20 | 20 | Střely      | 32          | Rozhodčí: Jakub Valenta Lukáš Bejček Čároví: Milan Štofa Milan Jindra |

Konečný stav série 3:1 na zápasy pro HC Baník Sokolov. 

#### Jihlava (4.) – Přerov (5.)
| 10. března 2022 17:30 | HC Dukla Jihlava | 0:2 (0:0, 0:1, 0:1) | HC Zubr Přerov | CZ LOKO Arena, Jihlava Návštěvnost: 1 372 |  |

| Report        |               |          | |                                                                        |
| Maksim Zhukov | Maksim Zhukov | Brankáři | Lukáš Klimeš                                                                                          | Rozhodčí: Filip Vrba Lukáš Bejček Čároví: Martin Kreuzer David Polonyi |
|               |               | 0:1 0:2  | 39:52' Jakub Herman (Antonín Pechanec, Jiří Krisl) 59:47' Jan Svoboda (Jiří Krisl, František Hrdinka) | Rozhodčí: Filip Vrba Lukáš Bejček Čároví: Martin Kreuzer David Polonyi |
| 12 min        | 12 min        | Tresty   | 4 min                                                                                                 | Rozhodčí: Filip Vrba Lukáš Bejček Čároví: Martin Kreuzer David Polonyi |
| 25            | 25            | Střely   | 40 | Rozhodčí: Filip Vrba Lukáš Bejček Čároví: Martin Kreuzer David Polonyi |

| 11. března 2022 17:30 | HC Dukla Jihlava | 1:0 po prodl. (0:0, 0:0, 0:0 - 1:0) | HC Zubr Přerov | CZ LOKO Arena, Jihlava Návštěvnost: 1 777 |  |

| Report                                                   |                                                          |          |              |                                                                             |
| Maksim Zhukov                                            | Maksim Zhukov                                            | Brankáři | Lukáš Klimeš | Rozhodčí: Tomáš Zubzanda Michal Kostourek Čároví: Roman Zídek Aleš Roischel |
| 75:17' Richard Cachnín (Matouš Menšík, Daniel Kowalczyk) | 75:17' Richard Cachnín (Matouš Menšík, Daniel Kowalczyk) | 1:0      |              | Rozhodčí: Tomáš Zubzanda Michal Kostourek Čároví: Roman Zídek Aleš Roischel |
| 12 min                                                   | 12 min                                                   | Tresty   | 12 min       | Rozhodčí: Tomáš Zubzanda Michal Kostourek Čároví: Roman Zídek Aleš Roischel |
| 45                                                       | 45                                                       | Střely   | 26           | Rozhodčí: Tomáš Zubzanda Michal Kostourek Čároví: Roman Zídek Aleš Roischel |

| 14. března 2022 18:00 | HC Zubr Přerov | 1:3 (1:0, 0:1, 0:2) | HC Dukla Jihlava | Meo Aréna, Přerov Návštěvnost: 1 942 |  |

| Report                                            |                                                   |                 | |                                                                       |
| Lukáš Klimeš                                      | Lukáš Klimeš                                      | Brankáři        | Maksim Zhukov | Rozhodčí: Tomáš Cabák Lukáš Květoň Čároví: Henrich Kráľ Petr Maštalíř |
| 01:57' Filip Dvořák (Matěj Sebera, Matěj Svoboda) | 01:57' Filip Dvořák (Matěj Sebera, Matěj Svoboda) | 1:0 1:1 1:2 1:3 | 33:28' Filip Dundáček (Tomáš Havránek, Lukáš Mareš) 42:41' Filip Seman (Vlastimil Bilčík, Tomáš Čachotský) 59:51' Tomáš Čachotský (Josef Skořepa, Maksim Zhukov) | Rozhodčí: Tomáš Cabák Lukáš Květoň Čároví: Henrich Kráľ Petr Maštalíř |
| 4 min                                             | 4 min                                             | Tresty          | 8 min | Rozhodčí: Tomáš Cabák Lukáš Květoň Čároví: Henrich Kráľ Petr Maštalíř |
| 25                                                | 25                                                | Střely          | 30 | Rozhodčí: Tomáš Cabák Lukáš Květoň Čároví: Henrich Kráľ Petr Maštalíř |

| 15. března 2022 18:00 | HC Zubr Přerov | 3:2 po prodl. (0:1, 1:1, 1:0 - 1:0) | HC Dukla Jihlava | Meo Aréna, Přerov Návštěvnost: 1 811 |  |

| Report | |                     | |                                                                     |
| Lukáš Klimeš | Lukáš Klimeš | Brankáři            | Maksim Zhukov                                                                                           | Rozhodčí: Robert Čech Radek Wagner Čároví: Pavel Blažek Jan Vašíček |
| 39:59' Jakub Kubeš (Jakub Svoboda, Tomáš Kudělka) 52:11' Tomáš Doležal (Jakub Kubeš, Jakub Svoboda) 65:44' Jakub Svoboda (Tomáš Doležal, František Hrdinka) | 39:59' Jakub Kubeš (Jakub Svoboda, Tomáš Kudělka) 52:11' Tomáš Doležal (Jakub Kubeš, Jakub Svoboda) 65:44' Jakub Svoboda (Tomáš Doležal, František Hrdinka) | 0:1 0:2 1:2 2:2 3:2 | 01:31' Tomáš Harkabus (Filip Seman, Tomáš Čachotský) 32:50' Matouš Menšík (Vítězslav Brož, Filip Seman) | Rozhodčí: Robert Čech Radek Wagner Čároví: Pavel Blažek Jan Vašíček |
| 12 min | 12 min | Tresty              | 18 min                                                                                                  | Rozhodčí: Robert Čech Radek Wagner Čároví: Pavel Blažek Jan Vašíček |
| 50 | 50 | Střely              | 28 | Rozhodčí: Robert Čech Radek Wagner Čároví: Pavel Blažek Jan Vašíček |

| 17. března 2022 17:30 | HC Dukla Jihlava | 2:1 (0:0, 1:0, 1:1) | HC Zubr Přerov | CZ LOKO Arena, Jihlava Návštěvnost: 2 191 |  |

| Report | |             |                                       |                                                                       |
| Maksim Zhukov                                                                                                | Maksim Zhukov                                                                                                | Brankáři    | Lukáš Klimeš                          | Rozhodčí: Pavel Obadal Jan Jaroš Čároví: Štefan Belko Ondřej Kokrment |
| 35:34' Filip Seman (Tomáš Čachotský, Daniel Kowalczyk) 41:57' Vítězslav Brož (Ondřej Kachyňa, Miroslav Juda) | 35:34' Filip Seman (Tomáš Čachotský, Daniel Kowalczyk) 41:57' Vítězslav Brož (Ondřej Kachyňa, Miroslav Juda) | 1:0 2:0 2:1 | 50:00' Šimon Kratochvil (Tadeáš Král) | Rozhodčí: Pavel Obadal Jan Jaroš Čároví: Štefan Belko Ondřej Kokrment |
| 14 min | 14 min | Tresty      | 16 min                                | Rozhodčí: Pavel Obadal Jan Jaroš Čároví: Štefan Belko Ondřej Kokrment |
| 30 | 30 | Střely      | 33                                    | Rozhodčí: Pavel Obadal Jan Jaroš Čároví: Štefan Belko Ondřej Kokrment |

Konečný stav série 3:2 na zápasy pro HC Dukla Jihlava.

### Semifinále

#### Vsetín (2.) – Prostějov (8.)
| 20. března 2022 17:00 | VHK ROBE Vsetín | 5:0 (2:0, 1:0, 2:0) | LHK Jestřábi Prostějov | Na Lapači, Vsetín Návštěvnost: 4 050 |  |

| Report | |                     |              |                                                                        |
| Jakub Málek | Jakub Málek | Brankáři            | Ondřej Bláha | Rozhodčí: Lukáš Bejček Tomáš Micka Čároví: Ondřej Bohuněk Pavel Blažek |
| 10:34' Matouš Venkrbec (Michal Hryciow) 11:53' Michal Hryciow (Adam Hořanský, David Vítek) 26:30' Vít Jonák (Jiří Říha, Luboš Rob) 40:49' Roman Vlach (Jiří Říha, Luboš Rob) 57:29' David Březina (David Vítek) | 10:34' Matouš Venkrbec (Michal Hryciow) 11:53' Michal Hryciow (Adam Hořanský, David Vítek) 26:30' Vít Jonák (Jiří Říha, Luboš Rob) 40:49' Roman Vlach (Jiří Říha, Luboš Rob) 57:29' David Březina (David Vítek) | 1:0 2:0 3:0 4:0 5:0 |              | Rozhodčí: Lukáš Bejček Tomáš Micka Čároví: Ondřej Bohuněk Pavel Blažek |
| 4 min | 4 min | Tresty              | 8 min        | Rozhodčí: Lukáš Bejček Tomáš Micka Čároví: Ondřej Bohuněk Pavel Blažek |
| 34 | 34 | Střely              | 24           | Rozhodčí: Lukáš Bejček Tomáš Micka Čároví: Ondřej Bohuněk Pavel Blažek |

| 21. března 2022 17:30 | VHK ROBE Vsetín | 5:1 (3:0, 2:0, 0:1) | LHK Jestřábi Prostějov | Na Lapači, Vsetín Návštěvnost: 3 600 |  |

| Report | |                         |                                                 |                                                                      |
| David Gába | David Gába | Brankáři                | Martin Altrichter ml.                           | Rozhodčí: Robert Čech Lukáš Květoň Čároví: Ondřej Polák Henrich Kráľ |
| 11:02' Matouš Venkrbec (Luboš Rob, Jan Berger) 11:54' Luboš Rob (Jiří Říha, Vít Jonák) 15:58' Ondřej Smetana (bez asistence) 31:22' Jan Berger (Roman Vlach, Vít Jonák) 39:27' Ondřej Smetana (Radim Kucharczyk, Daniel Klímek) | 11:02' Matouš Venkrbec (Luboš Rob, Jan Berger) 11:54' Luboš Rob (Jiří Říha, Vít Jonák) 15:58' Ondřej Smetana (bez asistence) 31:22' Jan Berger (Roman Vlach, Vít Jonák) 39:27' Ondřej Smetana (Radim Kucharczyk, Daniel Klímek) | 1:0 2:0 3:0 4:0 5:0 5:1 | 57:00' Jan Štefka (Josef Podlaha, Patrik Husák) | Rozhodčí: Robert Čech Lukáš Květoň Čároví: Ondřej Polák Henrich Kráľ |
| 6 min | 6 min | Tresty                  | 12 min                                          | Rozhodčí: Robert Čech Lukáš Květoň Čároví: Ondřej Polák Henrich Kráľ |
| 44 | 44 | Střely                  | 18                                              | Rozhodčí: Robert Čech Lukáš Květoň Čároví: Ondřej Polák Henrich Kráľ |

| 24. března 2022 18:00 | LHK Jestřábi Prostějov | 2:1 po prodl. (1:1, 0:0, 0:0 - 1:0) | VHK ROBE Vsetín | Zimní stadion Prostějov, Prostějov Návštěvnost: 2 130 |  |

| Report |       |        |       |
| 6 min  | 6 min | Tresty | 8 min |
| 31     | 31    | Střely | 48    |

| 25. března 2022 18:00 | LHK Jestřábi Prostějov | 3:8 (1:4, 1:2, 1:2) | VHK ROBE Vsetín | Zimní stadion Prostějov, Prostějov Návštěvnost: 2 998 |  |

| Report |        |        |        |
| 21 min | 21 min | Tresty | 17 min |
| 20     | 20     | Střely | 35     |

| 27. března 2022 17:00 | VHK ROBE Vsetín | 8:2 (7:0, 0:2, 1:0) | LHK Jestřábi Prostějov | Na Lapači, Vsetín Návštěvnost: 3 900 |  |

| Report |        |        |        |
| 14 min | 14 min | Tresty | 10 min |
| 36     | 36     | Střely | 28     |

Konečný stav série 4:1 na zápasy pro VHK ROBE Vsetín.

#### Jihlava (4.) – Sokolov (6.)
| 20. března 2022 17:30 | HC Dukla Jihlava | 3:2 po prodl. (1:1, 1:0, 0:1 - 1:0) | HC Baník Sokolov | CZ LOKO Arena, Jihlava Návštěvnost: 2 001 |  |

| Report | |                     |                                                                                                |                                                                           |
| Maksim Zhukov | Maksim Zhukov | Brankáři            | Oldřich Cichoň                                                                                 | Rozhodčí: Tomáš Zubzanda Jakub Valenta Čároví: Stanislav Hnát Jakub Dědek |
| 01:42' Vítězslav Brož (Matouš Menšík, Filip Seman) 28:16' Filip Helt (Daniel Kowalczyk, Matěj Zadražil) 64:20' Josef Skořepa (Vlastimil Bilčík, Tomáš Havránek) | 01:42' Vítězslav Brož (Matouš Menšík, Filip Seman) 28:16' Filip Helt (Daniel Kowalczyk, Matěj Zadražil) 64:20' Josef Skořepa (Vlastimil Bilčík, Tomáš Havránek) | 1:0 1:1 2:1 2:2 3:2 | 02:45' Jakub Konečný (Jan Pohl, Jaromír Kverka) 48:42' Ondřej Jurčík (Jan Pohl, Daniel Přibyl) | Rozhodčí: Tomáš Zubzanda Jakub Valenta Čároví: Stanislav Hnát Jakub Dědek |
| 10 min | 10 min | Tresty              | 6 min                                                                                          | Rozhodčí: Tomáš Zubzanda Jakub Valenta Čároví: Stanislav Hnát Jakub Dědek |
| 30 | 30 | Střely              | 36                                                                                             | Rozhodčí: Tomáš Zubzanda Jakub Valenta Čároví: Stanislav Hnát Jakub Dědek |

| 21. března 2022 17:30 | HC Dukla Jihlava | 6:5 po prodl. (2:0, 2:2, 1:3 - 1:0) | HC Baník Sokolov | CZ LOKO Arena, Jihlava Návštěvnost: 1 608 |  |

| Report | |                                             | |                                                                   |
| Maksim Zhukov | Maksim Zhukov | Brankáři                                    | Oldřich Cichoň | Rozhodčí: Radek Wagner Jan Hucl Čároví: Roman Komínek Jan Vašíček |
| 05:40' Filip Helt (Matěj Zadražil, Vlastimil Bilčík) 08:37' Lukáš Mareš (Vítězslav Brož, Daniel Kowalczyk) 28:24' Josef Skořepa (Tomáš Čachotský, Lukáš Mareš) 34:33' Daniel Kowalczyk (Filip Seman, Ondřej Kachyňa) 43:42' Matěj Zadražil (Tomáš Čachotský, Tomáš Havránek) 65:09' Daniel Kowalczyk (Matěj Zadražil, Tomáš Harkabus) | 05:40' Filip Helt (Matěj Zadražil, Vlastimil Bilčík) 08:37' Lukáš Mareš (Vítězslav Brož, Daniel Kowalczyk) 28:24' Josef Skořepa (Tomáš Čachotský, Lukáš Mareš) 34:33' Daniel Kowalczyk (Filip Seman, Ondřej Kachyňa) 43:42' Matěj Zadražil (Tomáš Čachotský, Tomáš Havránek) 65:09' Daniel Kowalczyk (Matěj Zadražil, Tomáš Harkabus) | 1:0 2:0 3:0 3:1 3:2 4:2 5:2 5:3 5:4 5:5 6:5 | 30:58' Vojtěch Tomi (Ondřej Jurčík) 31:19' Stanislav Vrhel (Vojtěch Tomi) 45:49' Vítězslav Bílek (Tomáš Vracovský) 49:06' Vojtěch Tomi (Tomáš Rohan) 58:04' Petr Hašek (Tomáš Vracovský, Jan Novák) | Rozhodčí: Radek Wagner Jan Hucl Čároví: Roman Komínek Jan Vašíček |
| 4 min | 4 min | Tresty                                      | 6 min | Rozhodčí: Radek Wagner Jan Hucl Čároví: Roman Komínek Jan Vašíček |
| 33 | 33 | Střely                                      | 28 | Rozhodčí: Radek Wagner Jan Hucl Čároví: Roman Komínek Jan Vašíček |

| 24. března 2022 18:00 | HC Baník Sokolov | 0:6 (0:0, 0:4, 0:2) | HC Dukla Jihlava | Zimní stadion Sokolov, Sokolov Návštěvnost: 1 135 |  |

| Report |        |        |        |
| 15 min | 15 min | Tresty | 17 min |
| 20     | 20     | Střely | 33     |

| 25. března 2022 18:00 | HC Baník Sokolov | 4:2 (1:1, 2:0, 1:1) | HC Dukla Jihlava | Zimní stadion Sokolov, Sokolov Návštěvnost: 1 091 |  |

| Report |       |        |        |
| 8 min  | 8 min | Tresty | 10 min |
| 33     | 33    | Střely | 38     |

| 27. března 2022 17:30 | HC Dukla Jihlava | 3:0 (2:0, 0:0, 1:0) | HC Baník Sokolov | CZ LOKO Arena, Jihlava Návštěvnost: 1 822 |  |

| Report |        |        |        |
| 10 min | 10 min | Tresty | 14 min |
| 23     | 23     | Střely | 20     |

Konečný stav série 4:1 na zápasy pro HC Dukla Jihlava.

### Finále

#### Vsetín (2.) – Jihlava (4.)
| 3. dubna 2022 17:00 | VHK ROBE Vsetín | 2:4 (0:1, 1:1, 1:2) | HC Dukla Jihlava | Na Lapači, Vsetín Návštěvnost: 5 030 |  |

| Report      |             |          |               |                                                                       |
| Jakub Málek | Jakub Málek | Brankáři | Maksim Zhukov | Rozhodčí: Tomáš Zubzanda Jan Hucl Čároví: Milan Jindra Stanislav Hnát |
| 4 min       | 4 min       | Tresty   | 8 min         | Rozhodčí: Tomáš Zubzanda Jan Hucl Čároví: Milan Jindra Stanislav Hnát |
| 45          | 45          | Střely   | 34            | Rozhodčí: Tomáš Zubzanda Jan Hucl Čároví: Milan Jindra Stanislav Hnát |

| 4. dubna 2022 17:30 | VHK ROBE Vsetín | 5:4 po prodl. (2:1, 1:2, 1:1 - 1:0) | HC Dukla Jihlava | Na Lapači, Vsetín Návštěvnost: 4 020 |  |

| Report      |             |          |               |                                                                     |
| Jakub Málek | Jakub Málek | Brankáři | Maksim Zhukov | Rozhodčí: Robert Čech Tomáš Cabák Čároví: Roman Zídek Roman Komínek |
| 8 min       | 8 min       | Tresty   | 18 min        | Rozhodčí: Robert Čech Tomáš Cabák Čároví: Roman Zídek Roman Komínek |
| 45          | 45          | Střely   | 18            | Rozhodčí: Robert Čech Tomáš Cabák Čároví: Roman Zídek Roman Komínek |

| 7. dubna 2022 17:30 | HC Dukla Jihlava | 3:4 (1:2, 1:2, 1:0) | VHK ROBE Vsetín | CZ LOKO Arena, Jihlava Návštěvnost: 3 034 |  |

| Report | |                             | |                                                                       |
| Maksim Zhukov | Maksim Zhukov | Brankáři                    | David Gába | Rozhodčí: Tomáš Zubzanda Luděk Pilný Čároví: Milan Štofa Václav Beneš |
| 17:34' Filip Helt (Matěj Zadražil) 24:27' Josef Skořepa (Tomáš Čachotský) 59:59' Tomáš Čachotský (Josef Skořepa, Tomáš Havránek) | 17:34' Filip Helt (Matěj Zadražil) 24:27' Josef Skořepa (Tomáš Čachotský) 59:59' Tomáš Čachotský (Josef Skořepa, Tomáš Havránek) | 0:1 0:2 1:2 1:3 2:3 2:4 3:4 | 04:00' Adam Zeman (Jan Berger, Jiří Říha) 05:01' Vít Jonák (Ondřej Smetana, Luboš Rob) 22:43' David Březina (Ondřej Smetana, Matouš Venkrbec) 34:41' Matouš Venkrbec (Vít Jonák, Luboš Rob) | Rozhodčí: Tomáš Zubzanda Luděk Pilný Čároví: Milan Štofa Václav Beneš |
| 25 min | 25 min | Tresty                      | 10 min | Rozhodčí: Tomáš Zubzanda Luděk Pilný Čároví: Milan Štofa Václav Beneš |
| 21 | 21 | Střely                      | 19 | Rozhodčí: Tomáš Zubzanda Luděk Pilný Čároví: Milan Štofa Václav Beneš |

| 8. dubna 2022 17:30 | HC Dukla Jihlava | 2:0 (1:0, 0:0, 1:0) | VHK ROBE Vsetín | CZ LOKO Arena, Jihlava Návštěvnost: 4 149 |  |

| Report        |               |          |            |                                                                                 |
| Maksim Zhukov | Maksim Zhukov | Brankáři | David Gába | Rozhodčí: Radek Wagner Miroslav Petružálek Čároví: David Polonyi Martin Kreuzer |
| 15 min        | 15 min        | Tresty   | 19 min     | Rozhodčí: Radek Wagner Miroslav Petružálek Čároví: David Polonyi Martin Kreuzer |
| 35            | 35            | Střely   | 31         | Rozhodčí: Radek Wagner Miroslav Petružálek Čároví: David Polonyi Martin Kreuzer |

| 10. dubna 2022 17:00 | VHK ROBE Vsetín | 3:6 (0:4, 1:1, 2:1) | HC Dukla Jihlava | Na Lapači, Vsetín Návštěvnost: 5 050 |  |

| Report                 |                        |          |               |                                                                                 |
| David Gába Jakub Málek | David Gába Jakub Málek | Brankáři | Maksim Zhukov | Rozhodčí: Miroslav Petružálek Tomáš Zubzanda Čároví: Milan Jindra Roman Komínek |
| 2 min                  | 2 min                  | Tresty   | 6 min         | Rozhodčí: Miroslav Petružálek Tomáš Zubzanda Čároví: Milan Jindra Roman Komínek |
| 45                     | 45                     | Střely   | 27            | Rozhodčí: Miroslav Petružálek Tomáš Zubzanda Čároví: Milan Jindra Roman Komínek |

| 12. dubna 2022 17:30 | HC Dukla Jihlava | 1:0 (1:0, 0:0, 0:0) | VHK ROBE Vsetín | CZ LOKO Arena, Jihlava Návštěvnost: 5 024 |  |

| Report |

Konečný stav série 4:2 na zápasy pro tým HC Dukla Jihlava, který tak postupuje do baráže o extraligu.

### Hráčské statistiky play-off

#### Kanadské bodování
Toto je konečné pořadí hráčů podle dosažených bodů. Za jeden vstřelený gól nebo přihrávku na gól hráč získal jeden bod.
| Poř. | Hráč            | Tým              | Z  | G | A  | B  | TM | +/- |
| ---- | --------------- | ---------------- | -- | - | -- | -- | -- | --- |
| 1.   | Tomáš Čachotský | HC Dukla Jihlava | 15 | 6 | 9  | 15 | 12 | 10  |
| 2.   | Jiří Říha       | VHK ROBE Vsetín  | 15 | 3 | 10 | 13 | 27 | 3   |
| 3.   | Luboš Rob       | VHK ROBE Vsetín  | 16 | 3 | 10 | 13 | 4  | 3   |
| 4.   | Ondřej Smetana  | VHK ROBE Vsetín  | 16 | 6 | 6  | 12 | 18 | 7   |
| 5.   | Matouš Menšík   | HC Dukla Jihlava | 16 | 6 | 6  | 12 | 7  | 6   |
| 6.   | Josef Skořepa   | HC Dukla Jihlava | 16 | 6 | 6  | 12 | 6  | 10  |
| 7.   | Daniel Klímek   | VHK ROBE Vsetín  | 16 | 3 | 9  | 12 | 2  | 5   |
| 8.   | Vít Jonák       | VHK ROBE Vsetín  | 15 | 5 | 6  | 11 | 6  | 1   |
| 9.   | Filip Seman     | HC Dukla Jihlava | 16 | 5 | 6  | 11 | 4  | 7   |
| 10.  | Matouš Venkrbec | VHK ROBE Vsetín  | 16 | 5 | 6  | 11 | 10 | 6   |

#### Hodnocení brankářů
Toto je konečné pořadí nejlepších deset brankářů.
| Poř. | Hráč             | Tým                      | Z  | MIN | OG | PZ  | PS  | POG  | Úsp%  |
| ---- | ---------------- | ------------------------ | -- | --- | -- | --- | --- | ---- | ----- |
| 1.   | Lukáš Klimeš     | HC Zubr Přerov           | 5  | 320 | 7  | 150 | 157 | 1.31 | 95.54 |
| 2.   | Georgy Kuznetsov | SC Marimex Kolín         | 3  | 180 | 4  | 85  | 89  | 1.33 | 95.51 |
| 3.   | Samuel Baroš     | HC Frýdek-Místek         | 3  | 177 | 5  | 92  | 97  | 1.69 | 94.85 |
| 4.   | Maksim Žukov     | HC Dukla Jihlava         | 16 | 995 | 30 | 485 | 515 | 1.81 | 94.17 |
| 5.   | Jakub Málek      | VHK ROBE Vsetín          | 13 | 754 | 22 | 305 | 327 | 1.75 | 93.27 |
| 6.   | Martin Michajlov | HC Slavia Praha          | 8  | 493 | 18 | 234 | 252 | 2.19 | 92.86 |
| 7.   | Oldřich Cichoň   | HC Baník Sokolov         | 7  | 384 | 17 | 179 | 196 | 2.66 | 91.33 |
| 8.   | Pavel Jekel      | SK Horácká Slavia Třebíč | 4  | 251 | 10 | 104 | 114 | 2.39 | 91.23 |
| 9.   | Ondřej Bláha     | LHK Jestřábi Prostějov   | 11 | 500 | 35 | 244 | 279 | 4.20 | 87.46 |
| 10.  | Tomáš Král       | HC Stadion Litoměřice    | 4  | 250 | 18 | 101 | 119 | 4.32 | 84.87 |

## Play down

#### Ústí nad Labem (13.) – Šumperk (14.)
| 9. března 2022 18:00 | HC Slovan Ústí nad Labem | 5:2 (1:0, 1:1, 3:1) | DRACI PARS ŠUMPERK | Zimní stadion Ústí nad Labem, Ústí nad Labem Návštěvnost: 1 299 |  |

| Report | |                             | |                                                                  |
| Petr Hamalčík | Petr Hamalčík | Brankáři                    | Vojtěch Mokry                                                                                           | Rozhodčí: Radek Wagner Jan Hucl Čároví: Václav Beneš Jakub Dědek |
| 04:50' Daniel Vrdlovec (Vladimír Brož) 29:16' Štěpán Bláha (Michal Trávníček) 40:46' Ondřej Bláha (Štěpán Bláha, Marcel Kottek) 55:40' Daniel Vrdlovec (David Tůma, Jan Milfait) 59:16' Michal Trávníček (Erik Mareš) | 04:50' Daniel Vrdlovec (Vladimír Brož) 29:16' Štěpán Bláha (Michal Trávníček) 40:46' Ondřej Bláha (Štěpán Bláha, Marcel Kottek) 55:40' Daniel Vrdlovec (David Tůma, Jan Milfait) 59:16' Michal Trávníček (Erik Mareš) | 1:0 2:0 2:1 3:1 3:2 4:2 5:2 | 34:45' Dávid Kohút (Daniel Vachutka, Tomáš Drtil) 44:28' Vojtěch Šuhaj (Petr Kratochvíl, Martin Pěnčík) | Rozhodčí: Radek Wagner Jan Hucl Čároví: Václav Beneš Jakub Dědek |
| 4 min | 4 min | Tresty                      | 8 min                                                                                                   | Rozhodčí: Radek Wagner Jan Hucl Čároví: Václav Beneš Jakub Dědek |
| 45 | 45 | Střely                      | 24 | Rozhodčí: Radek Wagner Jan Hucl Čároví: Václav Beneš Jakub Dědek |

| 10. března 2022 18:00 | HC Slovan Ústí nad Labem | 0:1 (0:0, 0:0, 0:1) | DRACI PARS ŠUMPERK | Zimní stadion Ústí nad Labem, Ústí nad Labem Návštěvnost: 1 290 |  |

| Report        |               |          |                                                 |                                                                          |
| Petr Hamalčík | Petr Hamalčík | Brankáři | Vojtěch Mokry                                   | Rozhodčí: Michal Kostourek Tomáš Micka Čároví: Aleš Roischel Milan Štofa |
|               |               | 0:1      | 49:54' Dávid Kohút (Martin Pěnčík, Denis Kindl) | Rozhodčí: Michal Kostourek Tomáš Micka Čároví: Aleš Roischel Milan Štofa |
| 12 min        | 12 min        | Tresty   | 16 min                                          | Rozhodčí: Michal Kostourek Tomáš Micka Čároví: Aleš Roischel Milan Štofa |
| 23            | 23            | Střely   | 17                                              | Rozhodčí: Michal Kostourek Tomáš Micka Čároví: Aleš Roischel Milan Štofa |

| 13. března 2022 17:00 | DRACI PARS ŠUMPERK | 4:3 (2:1, 1:0, 1:2) | HC Slovan Ústí nad Labem | ŠKODA aréna, Šumperk Návštěvnost: 652 |  |

| Report | |                             | |                                                                      |
| Vojtěch Mokry | Vojtěch Mokry | Brankáři                    | Petr Hamalčík | Rozhodčí: Jan Hucl Luděk Pilný Čároví: Ondřej Bohuněk Stanislav Hnát |
| 01:07' Dávid Kohút (Ondřej Hrachovský, Daniel Vachutka) 12:12' Denis Kindl (Daniel Vachutka, Petr Antoníček) 37:29' Denis Kindl (Martin Pěnčík, Vojtěch Mokry) 52:26' Tomáš Vildumetz (Denis Kindl) | 01:07' Dávid Kohút (Ondřej Hrachovský, Daniel Vachutka) 12:12' Denis Kindl (Daniel Vachutka, Petr Antoníček) 37:29' Denis Kindl (Martin Pěnčík, Vojtěch Mokry) 52:26' Tomáš Vildumetz (Denis Kindl) | 1:0 2:0 2:1 3:1 3:2 4:2 4:3 | 16:11' Ondřej Bláha (bez asistence) 46:28' Tomáš Urban (Ondřej Bláha, Štěpán Bláha) 53:37' Štěpán Bláha (bez asistence) | Rozhodčí: Jan Hucl Luděk Pilný Čároví: Ondřej Bohuněk Stanislav Hnát |
| 14 min | 14 min | Tresty                      | 24 min | Rozhodčí: Jan Hucl Luděk Pilný Čároví: Ondřej Bohuněk Stanislav Hnát |
| 31 | 31 | Střely                      | 28 | Rozhodčí: Jan Hucl Luděk Pilný Čároví: Ondřej Bohuněk Stanislav Hnát |

| 14. března 2022 18:00 | DRACI PARS ŠUMPERK | 2:0 (0:0, 0:0, 2:0) | HC Slovan Ústí nad Labem | ŠKODA aréna, Šumperk Návštěvnost: 1 117 |  |

| Report                                                                                    |                                                                                           |          |               |                                                                        |
| Vojtěch Mokry                                                                             | Vojtěch Mokry                                                                             | Brankáři | Petr Hamalčík | Rozhodčí: Robert Čech Tomáš Horák Čároví: Martin Kreuzer David Polonyi |
| 48:13' Denis Kindl (Tomáš Vildumetz, Lukáš Žálčík) 55:14' Petr Kratochvíl (Vojtěch Šuhaj) | 48:13' Denis Kindl (Tomáš Vildumetz, Lukáš Žálčík) 55:14' Petr Kratochvíl (Vojtěch Šuhaj) | 1:0 2:0  |               | Rozhodčí: Robert Čech Tomáš Horák Čároví: Martin Kreuzer David Polonyi |
| 17 min                                                                                    | 17 min                                                                                    | Tresty   | 21 min        | Rozhodčí: Robert Čech Tomáš Horák Čároví: Martin Kreuzer David Polonyi |
| 39                                                                                        | 39                                                                                        | Střely   | 27            | Rozhodčí: Robert Čech Tomáš Horák Čároví: Martin Kreuzer David Polonyi |

| 17. března 2022 18:00 | HC Slovan Ústí nad Labem | 2:3 po prodl. (0:0, 1:1, 1:1 - 0:1) | DRACI PARS ŠUMPERK | Zimní stadion Ústí nad Labem, Ústí nad Labem Návštěvnost: 1 819 |  |

| Report                                                                                  |                                                                                         |                     | |                                                                       |
| Petr Hamalčík                                                                           | Petr Hamalčík                                                                           | Brankáři            | Vojtěch Mokry | Rozhodčí: Tomáš Horák Jiří Ondráček Čároví: Milan Jindra Ondřej Polák |
| 21:27' Jakub Trefný (Štěpán Bláha, Ondřej Bláha) 59:24' Ondřej Bláha (Michal Trávníček) | 21:27' Jakub Trefný (Štěpán Bláha, Ondřej Bláha) 59:24' Ondřej Bláha (Michal Trávníček) | 1:0 1:1 1:2 2:2 2:3 | 32:39' Vojtěch Šilhavý (Ondřej Hrachovský, Ludvík Rutar) 51:09' Lukáš Žálčík (Denis Kindl, Martin Pěnčík) 73:06' Vojtěch Šilhavý (Jakub Řezáč, Jakub Horký) | Rozhodčí: Tomáš Horák Jiří Ondráček Čároví: Milan Jindra Ondřej Polák |
| 4 min                                                                                   | 4 min                                                                                   | Tresty              | 4 min | Rozhodčí: Tomáš Horák Jiří Ondráček Čároví: Milan Jindra Ondřej Polák |
| 38                                                                                      | 38                                                                                      | Střely              | 39 | Rozhodčí: Tomáš Horák Jiří Ondráček Čároví: Milan Jindra Ondřej Polák |

Konečný stav série 4:1 na zápasy pro tým DRACI PARS ŠUMPERK, který tak čeká baráž o 1. ligu. HC Slovan Ústí nad Labem sestupuje do 2. ligy.

## Baráž o 1. ligu

#### Šumperk (vítěz play down) – Tábor (vítěz 2. ligy)
| 13. dubna 2022 18:00 | DRACI PARS ŠUMPERK | 6:4 (0:2, 2:1, 4:1) | HC Tábor | ŠKODA aréna, Šumperk Návštěvnost: 1 583 |  |

| Report | |                                         | |                                                                      |
| Vojtěch Mokry | Vojtěch Mokry | Brankáři                                | Kristián Kolář | Rozhodčí: Tomáš Cabák Pavel Obadal Čároví: Pavel Blažek Ondřej Polák |
| 27:22' Dávid Kohút (Jakub Řezáč, Denis Kindl) 29:25' Tomáš Drtil (Denis Kindl, Martin Pěnčík) 51:30' Denis Kindl (Tomáš Vildumetz, Tomáš Drtil) 54:31' Tomáš Vildumetz (Aleš Furch, Tomáš Drtil) 55:48' Petr Kratochvíl (Daniel Vachutka) 58:37' Tomáš Vildumetz (TS) | 27:22' Dávid Kohút (Jakub Řezáč, Denis Kindl) 29:25' Tomáš Drtil (Denis Kindl, Martin Pěnčík) 51:30' Denis Kindl (Tomáš Vildumetz, Tomáš Drtil) 54:31' Tomáš Vildumetz (Aleš Furch, Tomáš Drtil) 55:48' Petr Kratochvíl (Daniel Vachutka) 58:37' Tomáš Vildumetz (TS) | 0:1 0:2 0:3 1:3 2:3 2:4 3:4 4:4 5:4 6:4 | 14:25' Lukáš Endál (Ondřej Šulek, Jakub Matušík) 17:49' Petr Zíb (Lukáš Prášek, Jan Radoš) 21:36' Jan Bárta (Tomáš Hajič) 49:18' Jakub Matušík (Jan Bárta) | Rozhodčí: Tomáš Cabák Pavel Obadal Čároví: Pavel Blažek Ondřej Polák |
| 17 min | 17 min | Tresty                                  | 17 min | Rozhodčí: Tomáš Cabák Pavel Obadal Čároví: Pavel Blažek Ondřej Polák |
| 35 | 35 | Střely                                  | 30 | Rozhodčí: Tomáš Cabák Pavel Obadal Čároví: Pavel Blažek Ondřej Polák |

| 14. dubna 2022 18:00 | DRACI PARS ŠUMPERK | 5:2 (2:2, 2:0, 1:0) | HC Tábor | ŠKODA aréna, Šumperk Návštěvnost: 1 729 |  |

| Report |       |        |       |
| 8 min  | 8 min | Tresty | 8 min |
| 42     | 42    | Střely | 37    |

| 17. dubna 2022 18:00 | HC Tábor | 5:4 (2:1, 3:0, 0:3) | DRACI PARS ŠUMPERK | Zimní stadion Tábor, Tábor Návštěvnost: 3 725 |  |

| Report         |                |          |               |                                                                               |
| Kristián Kolář | Kristián Kolář | Brankáři | Vojtěch Mokry | Rozhodčí: Tomáš Zubzanda Michal Kostourek Čároví: Milan Jindra Stanislav Hnát |
| 8 min          | 8 min          | Tresty   | 18 min        | Rozhodčí: Tomáš Zubzanda Michal Kostourek Čároví: Milan Jindra Stanislav Hnát |
| 26             | 26             | Střely   | 30            | Rozhodčí: Tomáš Zubzanda Michal Kostourek Čároví: Milan Jindra Stanislav Hnát |

| 18. dubna 2022 18:00 | HC Tábor | 1:3 (0:2, 0:0, 1:1) | DRACI PARS ŠUMPERK | Zimní stadion Tábor, Tábor Návštěvnost: 4 138 |  |

| Report |        |        |        |
| 12 min | 12 min | Tresty | 18 min |
| 33     | 33     | Střely | 21     |

| 21. dubna 2022 18:00 | DRACI PARS ŠUMPERK | 3:0 (0:0, 3:0, 0:0) | HC Tábor | ŠKODA aréna, Šumperk Návštěvnost: 2 159 |  |

| Report        |               |          |                |                                                                |
| Vojtěch Mokry | Vojtěch Mokry | Brankáři | Kristián Kolář | Rozhodčí: Adam Kika Jan Hucl Čároví: Roman Zídek Roman Komínek |
| 12 min        | 12 min        | Tresty   | 8 min          | Rozhodčí: Adam Kika Jan Hucl Čároví: Roman Zídek Roman Komínek |
| 25            | 25            | Střely   | 30             | Rozhodčí: Adam Kika Jan Hucl Čároví: Roman Zídek Roman Komínek |

Konečný stav série 4:1 pro tým DRACI PARS ŠUMPERK, který si tak vybojoval právo účasti v Chance lize 2022/2023.

## Konečné pořadí
| Pořadí           | Tým                      |
| ---------------- | ------------------------ |
| Zlatá medaile    | HC Dukla Jihlava         |
| Stříbrná medaile | VHK ROBE Vsetín          |
| Bronzová medaile | HC Baník Sokolov         |
| 4.               | LHK Jestřábi Prostějov   |
| 5.               | HC Stadion Litoměřice    |
| 6.               | SK Horácká Slavia Třebíč |
| 7.               | HC Zubr Přerov           |
| 8.               | HC Slavia Praha          |
| 9.               | SC Marimex Kolín         |
| 10.              | HC Frýdek-Místek         |
| 11.              | HC Stadion Vrchlabí      |
| 12.              | HC RT TORAX Poruba 2011  |
| 13.              | HC Draci Pars Šumperk    |
| 14.              | HC Slovan Ústí nad Labem |
| 15.              | HC Benátky nad Jizerou   |
| 16.              | AZ Heimstaden Havířov    |
| 17.              | SK Trhači Kadaň          |